# جایزه رؤیایی شبکه ۴ فرانسه
جایزه رؤیایی شبکه ۴ فرانسه (انگلیسی: France 4 Visionary Award) جایزه مستقل در جشنواره کن است که توسط شبکه ۴ فرانسه اهدا می شود.